# 内山森彦
内山 森彦（うちやま もりひこ、1936年5月27日 - ）は、日本の俳優、声優。長野県諏訪市出身。アンテーヌ所属。

## 人物
長野県諏訪清陵高等学校卒業、法政大学文学部卒業。
以前はプロダクション・エムスリーに所属していた。

## 出演

### テレビドラマ
NHK
- 大河ドラマ
  - 赤穂浪士（1964年） - 奥田行高
  - 風と雲と虹と（1976年） - 常陸国府の目
  - 春の波涛（1985年） - 楠山正雄
  - 太平記（1991年） - 石塔頼房
  - 八代将軍吉宗（1995年） - 土岐頼稔
  - 徳川慶喜（1998年） - 松平乗全
- NHK連続テレビ小説第23作 マー姉ちゃん（ 1979年4月2日 - 9月29日）- 太田
- 御宿かわせみ 第2シリーズ （1983年） - 仙五郎 役
- たけしくん、ハイ!（1985年） ‐ 大貫
- 真田太平記（1985年 - 1986年） - 片桐貞隆
- 破獄（1985年）- 看守
- 少年（1986年10月25日）
- 清左衛門残日録（1993年） - 山城屋 役
- 天晴れ夜十郎（1996年） - 上州屋 役
- レガッタ〜国際金融戦争（1999年） - 久保経理課長
- 虹色定期便（2001年） - 校長先生
- 大岡越前2（2014年） - 森三左衛門

日本テレビ
- 火曜サスペンス劇場「幻の罠」（1982年）
- 同窓会（1993年） - 医師

TBS
- 十年愛（1992年） - 谷青空の父
- ドラマ30
  - 失業白書（1997年、CBC制作） - 日下部長
- ほーむめーかー（2004年） - 大久保竹夫 役
- 水戸黄門第42部（2011年） - 丸見屋平右衛門
- 月曜ミステリー劇場
  - 「早乙女千春の添乗報告書17」（2005年） - 桃山大策 役

フジテレビ
- 愛という名のもとに（1992年） - 今泉社長 役
- 総務課長戦場を行く!（1994年）
- ミセスシンデレラ（1997年） - 田辺外交官
- 幸せづくり（1999年、東海テレビ制作） - 早川竜夫 役
- 女優・杏子（2001年、東海テレビ制作） - 松岡俊三 役
- 母の告白（2002年、東海テレビ制作） - 江島教授 役
- 君が想い出になる前に（2004年、関西テレビ制作） - 林
- 緋の十字架（2005年、東海テレビ制作） - 早川芳人 役

テレビ朝日
- 大戦隊ゴーグルファイブ（1982年） -大泉博士 役
- 凪の光景（1990年）
- 七人の女弁護士 第1シリーズ（1991年）
- 鳥人戦隊ジェットマン（1991年） - 間吹周一郎 役
- ガラスの仮面 最終話（1997年9月15日）
- 遺留捜査（2017年） ‐ 梶原和雄 役
- 仮面ライダービルド（2018年） - 黛官房長官 役
- 土曜ワイド劇場
  - 「運命の銃口」（1990年、ABC制作）
  - 「西村京太郎トラベルミステリー35」（2001年） - 佐伯弁護士 役

テレビ東京
- 嬢王（2005年） ‐ 清野医師 役
- 水曜ミステリー9
  - 「警察署長・たそがれ正治郎4」（2007年） ‐ 沖田尚道 役

その他
- おいしい給食 Season1（2019年） - 寺門校医 役

### ラジオドラマ
- 西遊妖猿伝（1989年 - 1990年） - 江達
- アドルフに告ぐ（1993年） - リヒャルト・ゾルゲ、部長、リンドルフ
- 夢源氏剣祭文（1998年） - 藤原保輔

### 映画
- TATTOO＜刺青＞あり（1982年） - 高木
- 南極物語（1983年） - 池内
- 白夜行（2010年）
- うさぎドロップ（2011年）
- 龍三と七人の子分たち（2015年）
- 宿縁実行中　〜物謂わぬ彼〜（2023年）

### 人形劇
- 宇宙船シリカ（1960年 - 1962年） - ロケット係ロボットX-8、プロペラ・ロボットX-50
- 人形歴史スペクタクル 平家物語（1993年 - 1995年） - 梶原景時・北条時政・源行家・斉藤実盛

### その他
- 世界まるごとHOWマッチ　‐　声の出演